# 세계백신면역연합
세계 백신 면역 연합(영어: Global Alliance for Vaccines and Immunization, 약칭 GAVI)은 개발도상국에 백신에 대한 접근성을 높이기 위해 설립된 국제기구이다.
이 단체는 현재 세계 어린이들의 거의 절반의 면역화를 지원함으로써, 세계 최빈국을 위해 더 나은 가격을 협상하고 제조사들이 이 시장에 봉사하면서 직면했던 상업적 위험을 제거할 수 있는 힘을 준다. 또한 의료 시스템을 강화하고 개발도상국 전반에서 의료 인력을 양성하기 위한 자금도 제공한다. 현재까지 Gavi는 7억 6천만 명 이상의 어린이를 면역으로 만들어 전 세계적으로 1,300만 명 이상의 사망을 예방하고, 2000년 59%였던 DPT(DTP3) 백신을 2019년 81%로 증가시켜 아동 사망률 절반 감소에 기여했다.

## 같이 보기
- 코백스 퍼실리티